# بازی آبجو
بازی آبجو (به انگلیسی: Beer Game)، اولین بار توسط یک گروه از استادان در دانشکده مدیریت دانشگاه MIT برای نشان دادن تعدادی از اصول کلیدی مدیریت زنجیره تأمین ساخته شد. بازی نوشابه، یک بازی برای شبیه‌سازی زنجیره تأمین مواد به وسیله چهار بازیگردان است؛ بنابراین هر تیم از ۴ نفر تشکیل شده است.
این ۴ بازی‌گردان به ترتیب عبارتند از: خرده فروش، عمده فروش، توزیع کننده و کارخانه.
شرکت‌کنندگان در این بازی باید هر کدام یکی از نقش‌ها را متقبل شوند و با توجه به وضعیت فعلی انبار خود و سفارشات مشتری و سفارش‌های تعویق افتاده هفته‌های قبل تصمیم به سفارش تعداد مورد نیاز نوشابه از تأمین‌کننده بالاسری خود بگیرند.

## هدف بازی
همه شرکت کنندگان دارای هدفی مشترک هستند که باید حتی الامکان مجموع هزینه‌های انبارداری و ضرر ناشی از خارج از موجودی بودن فروشنده در قبال سفارشات خریدار را در کمترین حالت‌های خود نگه دارند.

## سناریوی بازی
یک زنجیره تأمین (supply chain) ساده شده آبجو را در نظر بگیرید، این زنجیره از یک خرده فروش (Retailer)، یک عمده فروش (Wholesaler) که نیازهای خرده فروش، یک توزیع‌کننده (Distributor) که نیازهای عمده فروش، و یک کارخانه با ظرفیت نامحدود که نیازهای توزیع‌کننده را تأمین می‌کند تشکیل شده است.
در هر هفته، هر بازیگر در تلاش برای برآوردن تقاضای مؤلفه پایین دستی خود است.
هر گونه سفارش که نتواند برآورده شود به عنوان backorder ضبط می‌شود و باید در اسرع وقت این سفارشات تعویق افتاده برآورده شوند و از backorder در بیایند. نکته مهم این است که همه سفارشات در نهایت باید برآورده شوند. در هر هفته از بازی هر بازیگر به ازای هر یک واحدی که در انبارش نگهداری می‌کند ۱ دلار باید بپردازد؛ و به ازای هر واحدی که در backorder قرار دارد باید هفته‌ای ۲ دلار جریمه بپردازد.

## خصوصیات بازی
- هر کدام از بازیگردانان انباری نامحدود دارند.
- از ثبت سفارش تا رسیدن تعداد درخواستی سفارشات به تأمین‌کننده بالاسری ۲ هفته طول می‌کشد. (Information Delay)
- زمان لازم برای رسیدن سفارشات به زیردستی پس از بارگذاری تأمین‌کننده بالاسری ۲ هفته می‌باشد. (Material Delay)
- در تمام طول بازی صحبت هر یک از بازیکننان در مورد تعداد سفارشات خود با یکدیگر ممنوع است.